# ソルティ (コンビニエンスストア)

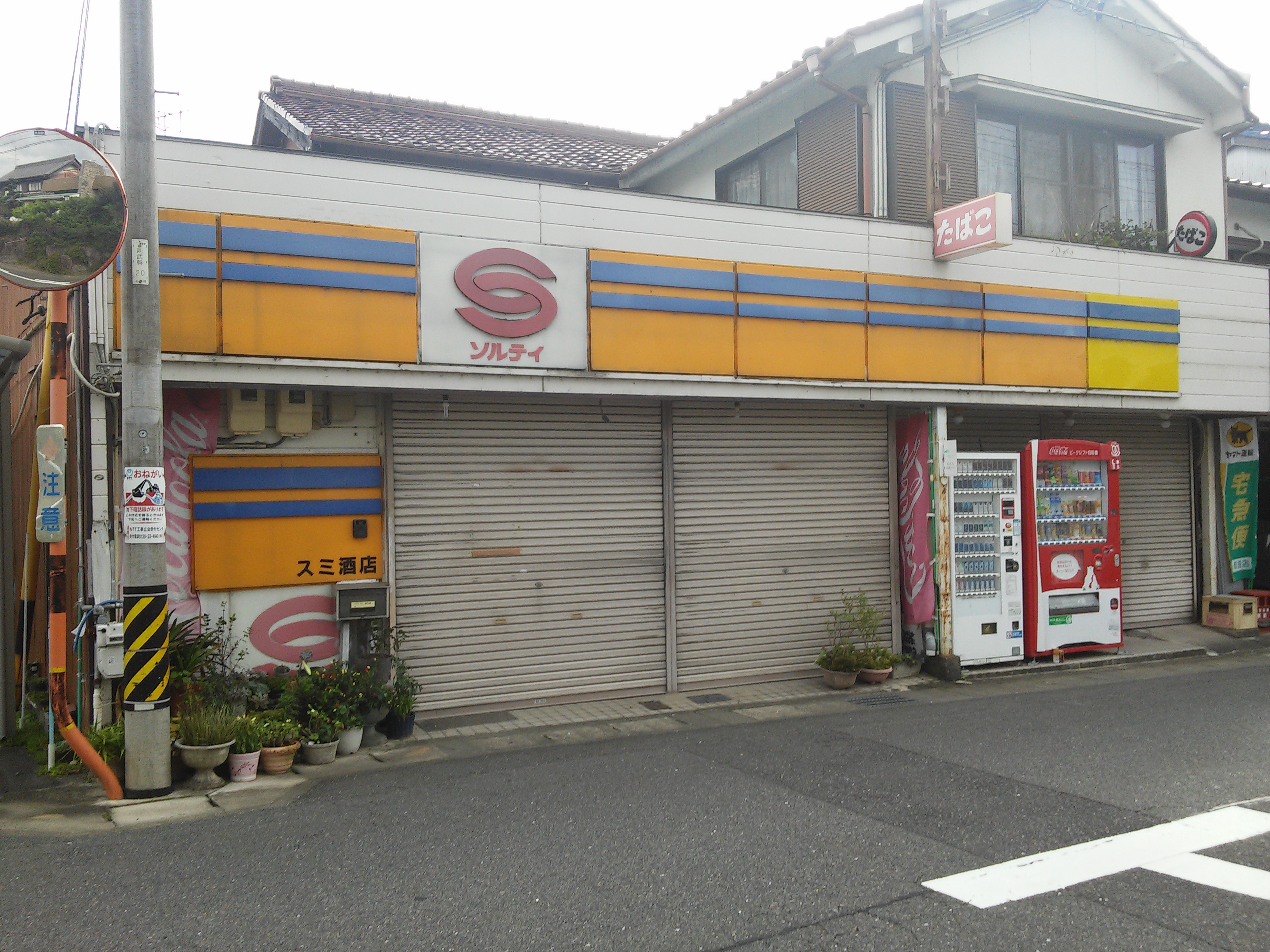
旧ロゴ店舗例

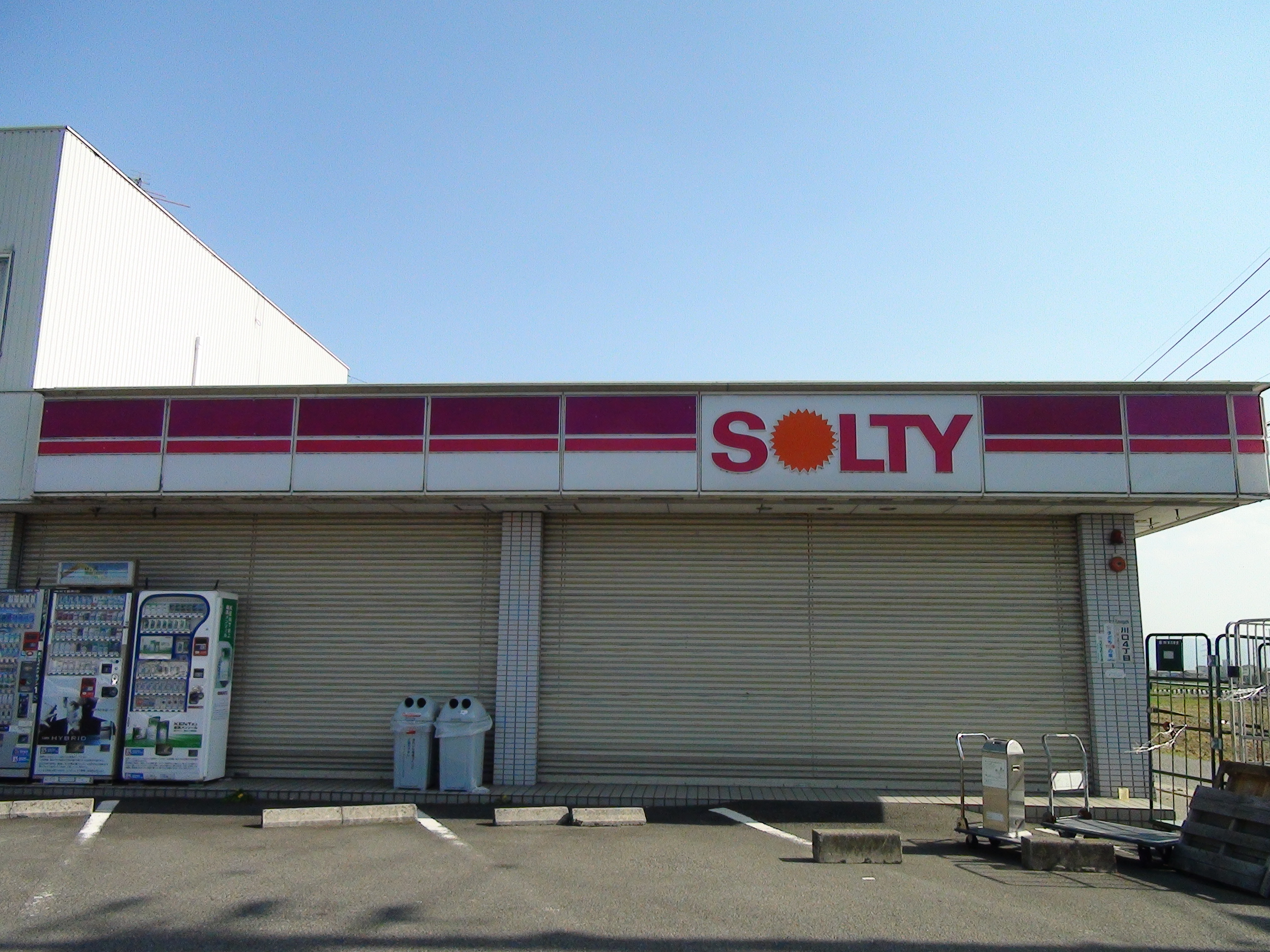
店舗例

ソルティとは、かつてサンラックチェーン協同組合が手がけていた、日本のコンビニエンスストアチェーンである。

## 概要
1984年4月、酒類卸の三楽商店が酒類販売店・コンビニエンスストア・ミニスーパーのボランタリーチェーン「任意団体サンラックチェーン」を設立した。1985年4月に1号店を愛知県江南市に開店。店名はSOLTYで酒類販売店と店名が同じであるが、店舗面積によって業態を使い分ける。
1985年5月16日、任意団体から協同組合に変更する。
1986年7月、フランチャイズ方式でコンビニエンスストア「キャッツハンド」を展開する。1号店は愛知県名古屋市。今後はVCのSOLTYとFCのキャッツハンドの2本立てで展開する。
2003年2月24日にサンラックチェーン協同組合が廃業した。
2003年5月1日、酒類卸のイズミックが三楽商店を傘下に収め、新会社の三楽イズミックを設立し、当時三楽商店会長の松永登が社長に就任したが、2004年6月1日、三楽イズミックはイズミックへ事業譲渡される。
現在もわずかに店舗が残っているが、それらは個人経営や、全日食チェーン、またはかつてイズミックが展開していたタックメイトなどに加盟している状態になっている。

### 店舗数
- 1985年　34店舗[5]
- 1993年　新潟県2店舗、愛知県8店舗、三重県8店舗　計18店舗[9]
- 1997年　新潟県6店舗、石川県4店舗、愛知県25店舗、岐阜県4店舗、三重県2店舗　計41店舗[9]
- 1999年　新潟県6店舗、石川県4店舗、愛知県13店舗、岐阜県3店舗、三重県3店舗　計29店舗[9]
- 2000年　新潟県8店舗、福井県1店舗、石川県9店舗、愛知県17店舗、岐阜県4店舗、三重県2店舗　計38店舗[9]
- 2001年　新潟県6店舗、福井県1店舗、石川県9店舗、愛知県20店舗、岐阜県4店舗、三重県3店舗　計43店舗[9]
- 2002年　新潟県5店舗、福井県1店舗、石川県9店舗、愛知県19店舗、岐阜県3店舗、三重県2店舗　計39店舗[9]
- 2003年　新潟県5店舗、福井県1店舗、石川県7店舗、愛知県18店舗、岐阜県3店舗、三重県2店舗　計36店舗[9]

### 代表的な商品と売上高の割合
- 酒類(20.1%)
- 一般食品(19.9%)
- 菓子パン(18.6%)
- 雑貨・雑誌(16.7%)
- ファストフード(13.7%)
- 日配品(9.9%)

## 関連会社
- 株式会社サンラクサプライヤー - 募集代理店
- 株式会社ワイン＆フーズ・サンラク
- 東海空容器株式会社